# 7571 Вайсе Розе
7571 Вайсе Розе (7571 Weisse Rose) — астероїд головного поясу, відкритий 7 березня 1989 року.
Тіссеранів параметр щодо Юпітера — 3,202.
Названо на честь Білої троянди (нім. die Weiße Rose) — групи спротиву в нацистській Німеччині, яка складалася зі студентів Мюнхенського університету та професора філософії.